# بوژپوله ماوه
بوژپوله ماوه (به لهستانی:  Bożepole Małe) یک روستا در لهستان است که در گمینا ونچتسه واقع شده‌است. بوژپوله ماوه ۴۱۰ نفر جمعیت دارد.